# Ajakaši
Ajakaši (japonsky アヤカシ) je japonský vizuální román z roku 2005, který vyvinulo studio Crossnet. V roce 2006 vyšlo eroge pokračování jménem Ajakaši H. Na motivy románu vznikl stejnojmenný dvanáctidílný anime seriál, který měl premiéru v roce 2007. V témže roce vyšla speciální kolekce, obsahující obě dvě videohry, Ajakaši Pack.

## Příběh
Ajakaši je parazit, který svému hostiteli dává nadpřirozenou sílu, ale na oplátku si bere jeho životní sílu. Jú Kusaka po smrti své přítelkyně ztratil vůli k životu. Setkává se však s tajemnou dívkou, Eim Joake. Jú začne být pronásledován několika hostiteli ajakaši. Díky tomu se síla uvnitř Júa probudí a nikdy nekončící bitva může začít.

## Postavy
- Jú Kusaka (japonsky 久坂悠, Kusaka Jú)

Dabing: Daisuke Kišio
Hlavní hrdina. Dal slib svým dvěma přítelkyním, Hime a Izumi, že je ochrání. Izumi však zemřela a on tím ztratil vůli k žití. Situace se změní, když se objeví Eim. Jú je hostitelem nejsilnějšího ajakašiho Rjú.
- Eim Joake (japonsky 夜明エイム, Joake Eimu)

Dabing: Nana Mizuki
Eim zabila Izumi, ale poté došlo k splynutí jejich myslí. Od té doby sdílí její vzpomínky a emoce. Díky tomu může používat dva ajakaši: Akuro-ó a Satori.
- Hime Jakušidži (japonsky 薬師寺陽愛, Jakušidži Hime)

Dabing: Miju Macuki
Júova kamarádka. Snaží se od smrti Izumi Júovi pomoci a vždy stojí při něm.
- Pam Werne Asakura (japonsky パム・ウェルヌ・アサクラ, Pamu Werunu Asakura)

Dabing: Ai Šimizu
Uživatel ajakaši, který se později přidá k Júovi a Eim. Je ještě dítětem a trpí kvůli užívání ajakaši mentální poruchou. Její ajakaši se jmenuje Tengu.
- Izumi Makihara (japonsky 牧原 和泉, Makihara Izumi)

Dabing: Sakura Nogawa
- Orie Nacuhara (japonsky 夏原織江, Nacuhara Orie)

Dívka, která hledá něco, ale neví co. Jde o kočičího ajakašiho, který ztratil svého hostitele. Také se přidá k Júovi a Eim.
Dabing: Sakura Nogawa
- Noriko Hanai

Dabing: Kei Šindó
- On (japonsky 彼, Kare)

Dabing: Tomokazu Sugita
Hlavní záporná postava. Jeho pravé jméno je neznámé. Jeho mysl byla pozřena jeho ajakašim jménem Oroči. Od té doby se snaží se svým ajakašim o pozření co nejvíce ajakaši. Jeho hlavním cílem je Rjú.
- Akino Joake (japonsky 夜明, アキノ)

Eimina starší sestra. Je věrná Jemu.
Dabing: Sacuki Jukino
- Akio Maekawa (japonsky 前川 彰男, Maekawa Akio)

Dabing: Daisuke Namikawa
- Heima Kadžiwara (japonsky 梶原 平馬, Kadžiwara Heima)

Dabing: Tomojuki Terai